# 莱切省卡斯特里
莱切省卡斯特里（義大利語：Castri di Lecce）是意大利莱切省的一个市镇。总面积12平方公里，人口3065人，人口密度255.4人/平方公里（2009年）。ISTAT代码为075017。